# 토미타 미우
토미타 미우(일본어: 富田 望生, 2000년 2월 25일~)는 일본의 배우이다. 후쿠시마현 이와키시 출신이다.